# Зальцкаммерґутбан
Зальцкаммерґутбан (нім. Salzkammergutbahn) — залізниця в Австрії, що простягається від Штайнах-Ірднінг (Штирія) через Аттнанг-Пухгайм до Шердінгу (Верхня Австрія). Довжина залізниці становить 174,1 кілометр.Залізнична станція Штайнах-Ірднінг  поєднує між собою залізничну лінію Зальцкаммерґутбан та залізничну лінію Бішофсгофен-Зельцталь. На залізничній станції Аттнанг-Пухгайм залізнична лінія Зальцкаммерґутбан поєднується з Західною Австрійською залізницею поміж містами Лінц - Зальцбург. В місті Аттнанг-Пухгайм починається неелектрифікована залізнична лінія до міста Шердінг, яка характеризується великою кількістю переїздів. Це призводить до численних обмежень швидкості та перешкоджає скоротити час подорожі.

#### Пасажирське сполучення
Зальцкаммерґутбан діюча інфраструктура, яка обслуговує досить широке коло пасажирів. Основні напрямки є:
• Приміські перевезення (враховуючи Зальцкаммерґут ↔ Лінц; Зальцкаммерґут ↔ Ґрац; Зальцкаммерґут ↔ Відень), особливо користується попитом у студентів. 
• Альтернативне прибуття для оздоровчого комплексу процедур (SPA) на курортах Бад-Ішль, Бад-Аусзі, Бад-Міттерндорф, Альтаусзі. А також цією залізничною лінією часто користуються мандрівники та альпіністи.